# Giovanni Battista Lomellini
Pour les articles homonymes, voir Lomellini.
Giovanni Battista Lomellini a été le 108e doge de Gênes du 24 juillet 1646 au 24 juillet 1648.